# Rob Howley
Robert Howley (Bridgend, 13 ottobre 1970) è un ex rugbista a 15 e allenatore di rugby a 15 britannico, internazionale per il Galles e i British Lions; dal 2008 è allenatore in seconda della Nazionale gallese della quale, nel 2012-13, fu tecnico ad interim essendo il titolare, Warren Gatland, impegnato nella conduzione dei Lions.

## Biografia
Rob Howley è nato a Bridgend, in Galles, nel 1970; secondo di due figli (aveva una sorella maggiore, già internazionale nel netball, morta nel 2011 a 47 anni), è nipote di un rugbista che militò anche in Inghilterra come professionista nel rugby a 13.
Da giovane praticò sia calcio (tifoso del Tottenham, si ispirava sportivamente all'inglese Glenn Hoddle), rugby a 15 (crescendo nel mito sportivo di Gareth Edwards) e, nella stagione estiva, cricket.
A 9 anni iniziò a giocare a rugby a livello scolastico, e in breve fu selezionato per la rappresentativa distrettuale Under-11 di Bridgend.
Entrò quindi nelle giovanili del Bridgend RFC e si mise in luce a livello nazionale, arrivando alla convocazione nella nazionale scolastica gallese Under-18; quando esordì nella prima squadra del Bridgend nel 1990 aveva già rappresentato il Galles anche a livello Under-21; nel 1993 ebbe un breve periodo al Cardiff prima di tornare al Bridgend alla fine dell'anno.
Nel 1996 esordì in Nazionale gallese, nel corso del Cinque Nazioni di quell'anno, a Twickenham contro l'Inghilterra, e divenne quasi subito titolare, tanto che un anno più tardi, quando Ian McGeechan diramò le convocazioni per il tour dei British Lions in Sudafrica, Howley fu la prima scelta nel ruolo di mediano di mischia; tuttavia, appena al suo secondo incontro, a Durban contro i Natal Sharks, si infortunò alla spalla e non poté proseguire la spedizione, onde fu rimandato in Galles per le terapie e al suo posto fu chiamato l'anglo-irlandese Kyran Bracken.
Passato, nel frattempo, di nuovo al Cardiff, prese parte alla Coppa del Mondo di rugby 1999 (che si tenne proprio in Galles) nel ruolo di capitano, infortunandosi nuovamente nei minuti di finale del quarto di finale perso contro l'Australia.
Nel 2001 prese parte al suo secondo tour con i British Lions come vicecapitano di Martin Johnson; scese in campo in due incontri infrasettimanali con i gradi da capitano, e si infortunò di nuovo, a una costola, rendendosi disponibile quindi in solo due test match dei tre previsti contro gli Wallabies; in quello stesso anno esordì con il Cardiff nella neoistituita Celtic League.
Alla fine del Sei Nazioni 2002 Howley annunciò il ritiro dall'attività internazionale, conclusasi con 59 incontri per il Galles (di cui 29 da capitano) e 2 per i British and Irish Lions.
Passato agli inglesi del London Wasps contribuì alla vittoria in due Premiership consecutive e alla conquista di una Heineken Cup nel 2004, la cui partita di finale, vinta sul Tolosa grazie proprio a una sua meta, fu il suo ultimo atto da giocatore: infortunatosi a un polso, infatti, non recuperò neppure dopo l'inserimento chirurgico di un chiodo di metallo nell'osso e il 1º novembre 2004 annunciò di essere costretto a chiudere l'attività agonistica senza più essere rientrato in campo dalla finale europea.
Subito dopo il ritiro fu ingaggiato dallo staff tecnico della franchise di Celtic League dei Cardiff Blues con il ruolo dell'allenatore dei tre quarti e, nel gennaio 2008, fu cooptato dal nuovo C.T. del Galles Warren Gatland come suo assistente; nel 2012, con Gatland nel frattempo nominato allenatore dei British and Irish Lions, assunse l'interim della Nazionale gallese che vinse il Sei Nazioni di quell'anno; un anno più tardi lo stesso Gatland volle Howley nel suo staff per il tour dei Lions in Australia (come allenatore dei tre quarti), che la formazione interbritannica vinse per 2 a 1.
Con la fine del tour Howley è tornato a ricoprire l'incarico di assistente di Gatland, rientrato a tempo pieno alla guida del Galles.
Tra gli altri allenatori con cui ha collaborato figura l'australiano Bob Dwyer, del quale, appena terminata la carriera agonistica, fu assistente alla guida dei Barbarians; per tale club a inviti disputò anche 9 incontri tra il 1993 e il 2003.
Nel 2011 diede alle stampe, per Random House, la sua autobiografia, Number Nine Dream .

## Palmarès
- Premiership: 2
London Wasps: 2002-03, 2003-04
- Heineken Cup: 1
London Wasps: 2003-04
- Challenge Cup: 1
London Wasps: 2002-03